# Cal Tomasito
Cal Tomasito és una obra de Cornudella de Montsant (Priorat) inclosa a l'Inventari del Patrimoni Arquitectònic de Catalunya.

## Descripció
Edifici de planta baixa, pis i golfes, fet de paredat i cobert per una teulada. A la façana s'hi obre un balcó sortit amb barana de ferro forjat, i la portalada principal, la decoració de la qual resulta interessant per l'existència d'un element no freqüent a la comarca: un fris guardapols. El conjunt de la portalada, de pedra, té una decoració força malmesa, i a la clau un escut també fet malbé, i la data de 1784.

## Història
Caldria inscriure l'edifici dins el conjunt de construccions de qualitat aixecades durant el segle xviii, dins una època de fort desenvolupament demogràfic i agrícola. L'adició de la balconada és, evidentment, posterior per la seva tipologia. Des de fa anys hi ha instal·lat un forn de pa.